# Black Friday (film fra 1916)
Black Friday er en amerikansk stumfilm fra 1916 af Lloyd B. Carleton.

## Medvirkende
- Richard Morris som Richard Strong.
- Dorothy Davenport som Elinor Rossitor.
- Emory Johnson som Charles Dalton.
- Mary Maurice som Mrs. Rossitor.
- Wilfred Rogers som Edwin Rossitor